# 명봉초등학교
명봉초등학교는 대한민국 충청남도 서산시 성연면 명천1길 181-16 (명천리)에 있었던 공립 초등학교이다.

## 학교 연혁
- 1962년 6월 1일 : 성연국민학교 명봉분교장 인가
- 1966년 5월 20일 : 성연국민학교 명천분실 설치
- 1967년 3월 1일 : 명봉국민학교 인가
- 1996년 3월 1일 : 명봉초등학교로 개명
- 1998년 9월 1일 : 폐교, 성연초등학교로 통합

## 설립 과정
1931년 7월 8일 성연면내 유일한 면 중심지 학교로 성연공립보통학교 4년제로 개교하여 지역의 모든 학생들이 10km 이상되는 거리를 통학하는 불편함과 부락 가구수가 면 소재지 다음으로 가장 큰 부락이 형성되어 학구 주민과 지역 유지들의 노력으로 1967년 3월 1일 명봉분교에서 명봉국민학교로 승격 되어 개교하게 되었다.

## 교명 풀이
성연면의 상징이며, 정신적 지주인 문길산 자락에 개교하게 되어 문길산처럼 푸르고 굳센 기상을 이어받고자 명봉초등학교로 칭하였다.